# Ben Powers
Ben Powers (Wichita, Kansas, 29 de octubre de 1996) es un jugador profesional estadounidense de fútbol americano que se desempeña en la posición de lineman en Denver Broncos, equipo de la National Football League (NFL).

## Carrera
Fue seleccionado en la cuarta ronda en la Reunión Anual de Selección de Jugadores de la NFL de 2019. Hizo su debut profesional con el equipo Baltimore Ravens, en el cual jugó cuatro temporadas (2019-2023), luego pasó a Denver Broncos, donde lleva jugando una temporada.